# Phloeolaemus macrocephalus
Phloeolaemus macrocephalus là một loài bọ cánh cứng trong họ Laemophloeidae. Loài này được Schaeffer miêu tả khoa học năm 1910.